# Fides Romanin
Fides Romanin (Forni Avoltri, 12 novembre 1934 – Forni Avoltri, 23 ottobre 2019) è stata una fondista italiana.
Fu la prima donna portabandiera della nazionale olimpica italiana e, insieme a Ildegarda Taffra, la prima donna italiana a partecipare a una gara olimpica di sci di fondo.

## Biografia
Attiva per lo Sci Cai Monte Coglians dal 1950 al 1959, in carriera prese parte a due edizioni dei Giochi olimpici invernali, Oslo 1952 (17ª nella 10 km) e Cortina d'Ampezzo 1956 (31ª nella 10 km, 8ª nella staffetta), e a una dei Campionati mondiali, Falun 1954 (39ª nella 10 km, 6ª nella staffetta). Si ritirò nel 1959. Morì nell'autunno del 2019.

## Vita privata
Ebbe 4 figli.

## Palmarès

### Campionati italiani
- 10 medaglie[2][3]:
  - 2 ori (staffetta nel 1954; staffetta nel 1955)
  - 5 argenti (10 km nel 1951; staffetta nel 1956;10 km, staffetta nel 1957; 10 km nel 1958)
  - 3 bronzi (10 km nel 1952; 10 km nel 1955; 10 km nel 1959)